# 大永昌弘
大永 昌弘（おおなが まさひろ）は、日本の編集技師である。横浜放送映画専門学院（現・日本映画大学）9期卒業。同期生は放送作家の齋藤貴義他。

## 略歴
1964年10月23日生まれ。広島県出身。

高校在学中から８ミリ映画を製作、横浜放送映画専門学院に入学。アルフレッド・ヒッチコックに傾倒し「監督たるもの編集を知らなければ」と編集ゼミに入る。谷口登司夫に師事。

1995年、青山真治監督のVシネマ『教科書にない!』で技師デビュー。

## 主な作品

### 映画
（助手作品）
- 座頭市（1989年）
- 少年時代（1990年）
- 鉄拳（1990年）
- 押繪と旅する男（1991年）
- Shall we ダンス?（1995年）

（技師作品）
- チンピラ（1996年）
- 卓球温泉（1997年）
- 大阪好日（1997年）
- マネージャーの掟（1997年）
- ミニ四ファイター　超速プロジェクト スイッチ・オン（1997年）
- 心霊2「まちぼうけ」（1997年）
- 心霊2「踏切に立つ少女」（1997年）
- ろくでなしブルース（1998年）
- 新生 トイレの花子さん（1998年）
- ニンゲン合格（1998年）
- JUNK 死霊狩り（1999年）
- 大いなる幻影（1999年）
- 発狂する唇（1999年）
- 制覇（1999年）
- 実験映画（1999年）
- 鬼極道（2000年）
- B級ビデオ通信 AV野郎抜かせ屋ケンちゃん（2000年）
- 血を吸う宇宙（2000年）
- 自殺サークル（2001年）
- GAN CRAGY 復讐の荒野（2002年）
- GAN CRAGY 裏切りの挽歌（2002年）
- カクト（2002年）
- ドッペルゲンガー（2003年）
- MOON CHILD（2003年）
- ドラゴンヘッド（2003年）
- フレンズ（2004年）
- 痴漢電車 挑発する淫ら尻（2005年）
- ケータイ刑事 THE MOVIE バベルの塔の秘密〜銭形姉妹への挑戦状（2006年）
- 雨の町（2006年）
- LOFT ロフト（2006年）
- おばちゃんチップス（2007年）
- プラスワン幻影シャッフル（2007年）
- 学校の階段（2007年）
- コラソンdeメロン（2008年）
- きみの友だち（2008年）
- うた魂♪（2008年）
- フライング☆ラビッツ（2008年）
- 鎧 サムライゾンビ（2009年）
- アイ・アム I am.（2010年）
- 脇役物語（2010年）
- チー公大作戦 メダカを救え!村長選挙（2010年）
- もし高校野球の女子マネージャーがドラッカーの『マネジメント』を読んだら（2011年）
- ここにいる…（2011年）
- Another（2012年）
- パズル （2014年）

### ビデオ
- 教科書にない！（1995年）
- 闘牌伝アカギ（1995年）
- 雀魔アカギ（1997年）
- 実録外伝ゾンビ極道（2001年）

### テレビ
- FNS NG大賞（1997年）
- 降霊（1999年）
- おじいちゃんは25歳（2010年）
- JKは雪女（2015年）